# Atanas Guerchev
Atanas Guerchev (2 de septiembre de 1962) es un deportista búlgaro que compitió en judo. Ganó una medalla de plata en el Campeonato Europeo de Judo de 1982 en la categoría de –60 kg.

## Palmarés internacional
| Campeonato Europeo | Campeonato Europeo | Campeonato Europeo | Campeonato Europeo |
| Año                | Lugar              | Medalla            | Categoría          |
| ------------------ | ------------------ | ------------------ | ------------------ |
| 1982               | Rostock (RDA)      | Medalla de plata   | –60 kg             |